# Sandhedens time
|  | Denne artikel er oprettet af botten PalnaBot ud fra en ekstern database. Den kan derfor have sproglige fejl eller mangler. Denne skabelon kan fjernes efter kontrol af indholdet. |

Sandhedens time er en kortfilm instrueret af Mads Tobias Olsen efter manuskript af Mads Tobias Olsen.

## Handling
Finn er rentegner på et reklamebureau. Chefen og kollegerne jokker konstant på ham. Hans kæreste Carina bedrager ham. Hans svigerforældre kan ikke fordrage ham. Finn overlever ved at dagdrømme og tegne tegneserier, og i fantasiens verden er han en hårdkogt privatdetektiv. En dag får Finn en tusch, der måske er magisk. Med tuschens hjælp tager Finn kampen op med plageånderne...